# Villa Rica del Espíritu Santo (película)
Villa Rica del Espíritu Santo  es una película en blanco y negro de Argentina dirigida por Benito Perojo sobre el guion de Hugo Mac Dougall que se estrenó el 2 de agosto de 1945 y que tuvo como protagonistas a Silvana Roth, Esteban Serrador, Ernesto Vilches y Homero Cárpena.

## Sinopsis
Conquistadores españoles llegan en el siglo XVI para fundar una población en América.

## Reparto
- Silvana Roth
- Esteban Serrador
- Ernesto Vilches
- Homero Cárpena
- Pilar Muñoz
- Armando Bó
- Fernando Lamas
- Horacio Priani
- Stella Río
- Manuel Perales
- Antonio Martiánez
- Ricardo Galache
- Alberto Contreras
- Nelly Darén
- María Esther Corán

## Comentarios
El comentario de Roland fue que “ronda el espíritu de Cecil B. DeMille sobre la manera de realizar Benito Perojo” y Calki escribió:

”Realización espectacular…de lo alegórico a lo poético y a veces a la farsa y a la aventura, siempre dentro de un marco de espectacular despliegue…Los personajes, que jamás pisan en terreno firme, ni siquiera en un clima de leyenda, recitan sus frases cargadas de símbolos.”